# Superliga 2010-2011 (pallavolo maschile, Brasile)
La Superliga brasiliana di pallavolo maschile 2010-2011 si è svolta dal 6 novembre 2010 al 24 aprile 2011: al torneo hanno partecipato 15 squadre di club brasiliane e la vittoria finale è andata per la prima volta al Serviço Social da Indústria SP.

## Regolamento
Il campionato si è svolto con una prima fase dove le quindici squadre si sono incontrate in un girone all'italiana con gare d'andata e ritorno per un totale di 28 giornate. Al termine della regular season, le prime otto classificate hanno partecipato ai play-off scudetto, strutturati in ottavi di finale, quarti di finale, semifinali e finali, mentre le ultime due classificate sono retrocesse in Superliga Série B.

## Squadre partecipanti
| - GRER - Blumenau - BVC - Caxias do Sul - Sada - Cimed - Vagner Nunes - Minas | - Funadem - Pinheiros - Santo André - São Bernardo - Tamoyo - Sesi - Volta Redonda |

## Campionato

### Regular season

#### Classifica
| Pos. | Squadra       | Pt | G  | V  | P  | SV | SP | Ratio | PF   | PS   | Ratio |
| ---- | ------------- | -- | -- | -- | -- | -- | -- | ----- | ---- | ---- | ----- |
| 1.   | Sesi          | 53 | 28 | 25 | 3  | 78 | 29 | 2.690 | 2563 | 2288 | 1.120 |
| 2.   | Cimed         | 51 | 28 | 23 | 5  | 74 | 28 | 2.643 | 2398 | 2176 | 1.102 |
| 3.   | Sada          | 50 | 28 | 22 | 6  | 72 | 27 | 2.667 | 2374 | 2083 | 1.140 |
| 4.   | Funadem       | 48 | 28 | 20 | 8  | 68 | 36 | 1.889 | 2471 | 2268 | 1.090 |
| 5.   | Minas         | 46 | 28 | 18 | 10 | 63 | 45 | 1.400 | 2471 | 2362 | 1.046 |
| 6.   | Pinheiros     | 44 | 28 | 16 | 12 | 62 | 47 | 1.319 | 2521 | 2388 | 1.056 |
| 7.   | GRER          | 44 | 28 | 16 | 12 | 60 | 49 | 1.224 | 2472 | 2413 | 1.024 |
| 8.   | BVC           | 42 | 28 | 14 | 14 | 53 | 52 | 1.019 | 2384 | 2324 | 1.026 |
| 9.   | Vagner Nunes  | 41 | 28 | 13 | 15 | 44 | 53 | 0.830 | 2167 | 2249 | 0.964 |
| 10.  | São Bernardo  | 40 | 28 | 12 | 16 | 51 | 61 | 0.836 | 2446 | 2537 | 0.964 |
| 11.  | Volta Redonda | 38 | 28 | 10 | 18 | 45 | 69 | 0.652 | 2499 | 2614 | 0.956 |
| 12.  | Caxias do Sul | 37 | 28 | 9  | 19 | 37 | 64 | 0.578 | 2109 | 2345 | 0.899 |
| 13.  | Blumenau      | 34 | 28 | 6  | 22 | 30 | 69 | 0.435 | 2144 | 2359 | 0.909 |
| 14.  | Santo André   | 32 | 28 | 4  | 24 | 22 | 78 | 0.282 | 2058 | 2380 | 0.865 |
| 15.  | Tamoyo        | 30 | 28 | 2  | 26 | 27 | 79 | 0.342 | 2229 | 2520 | 0.885 |

| Ai play-off scudetto | Retrocessa |

### Play-off
|  | Quarti di finale | Quarti di finale | Quarti di finale | Quarti di finale | Quarti di finale |  |  | Semifinali | Semifinali | Semifinali | Semifinali | Semifinali |  |  | Finale | Finale | Finale |  |
|  |                  |                  |                  |                  |                  |  |  |            |            |            |            |            |  |  |        |        |        |  |
|  | 1                | Sesi             | Sesi             | 3                | 3                |  |  |            |            |            |            |            |  |  |        |        |        |  |
|  | 8                | BVC              | BVC              | 0                | 1                |  |  | 1          | Sesi       | 2          | 3          | 3          |  |  |        |        |        |  |
|  | 4                | Funadem          | Funadem          | 1                | 2                |  |  | 5          | Minas      | 3          | 1          | 0          |  |  |        |        |        |  |
|  | 5                | Minas            | Minas            | 3                | 3                |  |  |            |            |            |            |            |  |  | 1      | Sesi   | 3      |  |
|  | 2                | Cimed            | Cimed            | 1                | 0                |  |  |            |            | 3          | Sada       | 1          |  |  |        |        |        |  |
|  | 7                | GRER             | GRER             | 3                | 3                |  |  | 3          | Sada       | 3          | 2          | 3          |  |  |        |        |        |  |
|  | 3                | Sada             | Sada             | 3                | 3                |  |  | 7          | GRER       | 2          | 3          | 0          |  |  |        |        |        |  |
|  | 6                | Pinheiros        | Pinheiros        | 1                | 1                |  |  |            |            |            |            |            |  |  |        |        |        |  |

## Premi individuali
| Premio                | Giocatrice        | Squadra |
| --------------------- | ----------------- | ------- |
| MVP della finale      | Murilo Endres     | Sesi    |
| Miglior attaccante    | Wallace Martins   | Sesi    |
| Miglior muro          | Marcos Acácio     | Sada    |
| Miglior servizio      | Sidnei dos Santos | Sesi    |
| Miglior palleggiatore | William Arjona    | Sada    |
| Miglior ricevitore    | Murilo Endres     | Sesi    |
| Migliore difesa       | Sérgio dos Santos | Sesi    |

## Classifica finale
| Pos | Squadra       | Verdetto                            |
| --- | ------------- | ----------------------------------- |
| 1   | Sesi          | al Campionato sudamericano per club |
| 2   | Sada          |                                     |
| 3   | GRER          |                                     |
| 4   | Minas         |                                     |
| 5   | Cimed         |                                     |
| 6   | Funadem       |                                     |
| 7   | Pinheiros     |                                     |
| 8   | BVC           |                                     |
| 9   | Vagner Nunes  |                                     |
| 10  | São Bernardo  |                                     |
| 11  | Volta Redonda |                                     |
| 12  | Caxias do Sul |                                     |
| 13  | Blumenau      |                                     |
| 14  | Santo André   | Retrocesso in Superliga Série B     |
| 15  | Tamoyo        | Retrocesso in Superliga Série B     |